# Abația Sankt Georgen
Abația Sfântului Gheorghe, cunoscută și după numele în germană, Sankt Georgen, a fost o abație benedictină din St. Georgen im Schwarzwald, Pădurea Neagră, Baden-Wurttemberg, Germania. A avut numeroase posesiuni teritoriale în zonă.
A fost distrusă în anul 1633, în contextul Războiului de Treizeci de Ani.